# Cinara villosa
Cinara villosa är en insektsart som beskrevs av David D. Gillette och Palmer 1931. Cinara villosa ingår i släktet Cinara och familjen långrörsbladlöss.

## Underarter
Arten delas in i följande underarter:
- C. v. villosa
- C. v. curtivillosa
- C. v. parvavillosa